# 7-cm-Gebirgsgeschütz
Das 7-cm-Gebirgsgeschütz war ein japanisches Gebirgsgeschütz, das vom Kaiserlich Japanischen Heer im Ersten Japanisch-Chinesischen Krieg und Russisch-Japanischen Krieg eingesetzt wurde.

## Geschichte
Ab 1880 wollte das Kaiserlich Japanische Heer in Eigenregie Geschütze produzieren. Mit italienischer Hilfe entwarf das Heer neue 75-mm-Geschütze. Da Ende des 19. Jahrhunderts Stahl in Japan ein sehr teurer Rohstoff war, wurde bei der Herstellung des Geschützrohres auf Bronze zurückgegriffen.
Während des Ersten Japanisch-Chinesischen Krieges war das 7-cm-Gebirgsgeschütz die am meisten verwendete Kanone des japanischen Heeres. Im Russisch-Japanischen Krieg 1904/1905 wurde das Geschütz nur noch von Reserveeinheiten verwendet.

## Technische Daten
- Kaliber: 75 mm
- Rohrlänge: 1000 mm[1]
- Höhenrichtbereich: −10° bis +21°
- Geschützgewicht: 256 kg
- Geschossgewicht: 4,28 kg
- Mündungsgeschwindigkeit V0 = 255 m/s
- Effektive Reichweite: 3000 m

## Notizen
1. 1 2 3  7cm Mountain Gun. Taki's Homepage, abgerufen am 24. November 2015 (englisch).